# Sick of the Studio '07
Sick of the Studio '07 è stato un tour dei Metallica svoltosi durante l'estate del 2007, dal 28 giugno al 18 luglio. È stato l'ultimo tour prima del lancio dell'album Death Magnetic.
Tutti gli spettacoli si sono svolti in Europa e delle dodici date previste, i primi quattro concerti si sono tenuti in festival, mentre gli ultimi otto in stadi. La scaletta comprendeva molte vecchie canzoni.

## Date e tappe
| Data           | Città               | Luogo                        |
| -------------- | ------------------- | ---------------------------- |
| 28 giugno 2007 | Lisbona, Portogallo | Super Bock Super Rock        |
| 29 giugno 2007 | Bilbao, Spagna      | Bilbao BBK Live Festival     |
| 1º luglio 2007 | Werchter, Belgio    | Rock Werchter Festival       |
| 3 luglio 2007  | Atene, Grecia       | Rockwave Festival            |
| 5 luglio 2007  | Vienna, Austria     | Rotundenplatz                |
| 7 luglio 2007  | Londra, Inghilterra | Live Earth - Wembley Stadium |
| 8 luglio 2007  | Londra, Inghilterra | Wembley Stadium              |
| 10 luglio 2007 | Oslo, Norvegia      | Valle Hovin Stadion          |
| 12 luglio 2007 | Stoccolma, Svezia   | Stockholm Olympic Stadium    |
| 13 luglio 2007 | Aarhus, Danimarca   | Vestereng                    |
| 15 luglio 2007 | Helsinki, Finlandia | Helsinki Olympic Stadium     |
| 18 luglio 2007 | Mosca, Russia       | Luzhniki Stadium             |